# العلاقات الفلسطينية اليابانية
العلاقات اليابانية الفلسطينية، هي العلاقات الثنائية بين اليابان وفلسطين.

## التاريخ
لم تتخذ اليابان أي موقف تجاه الصراع في الشرق الأوسط سنة 1948 لانشغالها بأمورها من جهة، ولأنها لم تدخل منظمة الأمم المتحدة إلا في 18 ديسمبر عام 1956 من جهة ثانية. وقد استطاعت إسرائيل بحكم علاقاتها الوطيدة بالولايات المتحدة أن تمد جسورا إلى اليابان وتقيم معها علاقات سياسية واقتصادية. وقد بدأت العلاقات الدبلوماسية بين البلدين في مايو سنة 1952.
تقارب إسرائيل واليابان على أساس القيم الديموقراطية والاشتراكية المشتركة، واستطاعت من خلال عضويتها في الاشتراكية الدولية أن تنشئ صلات وثيقة مع الحزب الاشتراكي الياباني الذي تبنى مهمة التعريف بإسرائيل ومنجزاتها في اليابان. وإبَّان حرب 1956 انضمت اليابان إلى الدول التي طالبت مصر باحترام المعاهدات الدولية الخاصة بالملاحة في قناة السويس. وأصدرت بيان مقتضب أعلنت فيه أسفها لوصول الأمور إلى حد الصدام المسلح.
حين اندلعت حرب 1967 أعلن رئيس وزراء اليابان إيزاكوساتو في 9/6/1967 أن على اليابان أن تحافظ على موقف الحياد التام – وصرح وزير الخارجية الياباني في 22/7/1967 بأن من الضروري انسحاب القوات الإسرائيلية إلى مواقع ما قبل الخامس من حزيران 1967.
ثم تغير السياسة اليابانية نحو القضية الفلسطينية بعض التغير في أعقاب حرب 1973.[بحاجة لمصدر] وسعت اليابان إلى كسب صداقة العرب والإسرئيليين معا. فقد طالبت العرب بالاعتراف بإسرائيل ضمن حدود آمنة معترف بها وانضمت في الوقت نفسه إلى عشرات الدول المطالبة بضرورة تنفيذ قراري مجلس الأمن رقم 242 ورقم 338 وطالبت بوجوب الاعتراف بحقوق الشعب الفلسطيني ومنها حقه في تقرير مصيره. وفي سنة 1978 سمحت لمنظمة التحرير الفلسطينية بافتتاح مكتب لها في طوكيو، كما وقفت على الحيادة بصدد اتفاقيتي كامب ديفيد بين مصر وإسرائيل حرصا على استمرار تدفق بترول الدول العربية المعارضة لهاتين الأتفاقيتين.
وفي مطلع عام 1979 بدأت اليابان حوارا مع منظمة التحرير الفلسطينية فأصدرت الحكومة اليابانية بيانا أيدت فيه حقوق شعب فلسطين، واتخذت موقفا مؤيداً لفلسطين أثناء الاحتفال باليوم العالمي للتضامن مع الشعب الفلسطيني في أروقة الأمم المتحدة في 30/11/1979.
صرح رئيس وزراء اليابان مسابوشي أوهيرا في مجلس الشيوخ الياباني بأن الحقوق المشروعة للشعب الفلسطيني يجب أن تتضمن حقه في إقامة دولة مستقلة. وأضاف بأنه يتعين الاعتراف بهذه الحقوق، ولاسيما الحق في تقرير المصير، واحترامها وفقا لميثاق الأمم المتحدة. وقد قال: «إن منظمة التحرير الفلسطينية هي الممثل الشرعي والوحيد للشعب الفلسطيني».وبهذا تكون اليابان قد خطت خطوة هامة لصالح نضال شعب فلسطين ضد الصهيونية وكفاحه من أجل العودة إلى الوطن.